# Liste des cathédrales de la Toscane
Cet article recense les cathédrales de la Toscane en Italie.

## Généralités
La totalité des cathédrales érigées en Toscane sont des édifices de l'Église catholique. Administrativement, la région est sous la juridiction de la région ecclésiastique de Toscane, soit quatre archidiocèses (Florence, Lucques, Pise et Sienne-Colle di Val d'Elsa-Montalcino), treize diocèses (Arezzo-Cortone-Sansepolcro, Fiesole, Grosseto, Livourne, Massa Carrare-Pontremoli, Massa Marittima-Piombino, Montepulciano-Chiusi-Pienza, Pescia, Pistoia, Pitigliano-Sovana-Orbetello, Prato, San Miniato et Volterra) et une abbaye territoriale (Santa Maria de Monte Oliveto Maggiore).
Au total, la région compte dix-huit cathédrales et dix cocathédrales. On y dénombre également plusieurs anciennes cathédrales : édifices qui ont par le passé accueilli le siège d'un évéché avant de le perdre.

## Liste

### Cathédrales
| Édifice                                           | Commune         | Province      | Diocèse                               | Notes                                                                 | Coordonnées                       | Illus. |
| ------------------------------------------------- | --------------- | ------------- | ------------------------------------- | --------------------------------------------------------------------- | --------------------------------- | ------ |
| Saint-Donat                                       | Arezzo          | Arezzo        | Arezzo-Cortone-Sansepolcro            |                                                                       | 43° 28′ 01″ nord, 11° 53′ 00″ est |        |
| Saint-Romulus                                     | Fiesole         | Florence      | Fiesole                               |                                                                       | 43° 48′ 26″ nord, 11° 17′ 33″ est |        |
| Notre-Dame-des-Fleurs                             | Florence        | Florence      | Florence                              | Basilique mineure, patrimoine mondial (centre historique de Florence) | 43° 46′ 23″ nord, 11° 15′ 25″ est |        |
| Saint-Laurent                                     | Grosseto        | Grosseto      | Grosseto                              |                                                                       | 42° 45′ 36″ nord, 11° 06′ 49″ est |        |
| Saint-Cerbonius                                   | Massa Marittima | Grosseto      | Massa Marittima-Piombino              | Basilique mineure                                                     | 43° 02′ 59″ nord, 10° 53′ 16″ est |        |
| Saints-Pierre-et-Paul                             | Pitigliano      | Grosseto      | Pitigliano-Sovana-Orbetello           |                                                                       | 42° 38′ 01″ nord, 11° 39′ 58″ est |        |
| Saint-François                                    | Livourne        | Livourne      | Livourne                              |                                                                       | 43° 33′ 01″ nord, 10° 18′ 34″ est |        |
| Saint-Martin                                      | Lucques         | Lucques       | Lucques                               |                                                                       | 43° 50′ 27″ nord, 10° 30′ 21″ est |        |
| Saint-Pierre-Apôtre-et-Saint-François-d'Assise    | Massa           | Massa-Carrara | Massa Carrare-Pontremoli              | Basilique mineure                                                     | 44° 02′ 17″ nord, 10° 08′ 39″ est |        |
| Notre-Dame-de-l'Assomption                        | Pise            | Pise          | Pise                                  | Patrimoine mondial (piazza del Duomo)                                 | 43° 43′ 24″ nord, 10° 23′ 43″ est |        |
| Notre-Dame-de-l'Assomption-et-Saint-Genès         | San Miniato     | Pise          | San Miniato                           |                                                                       | 43° 40′ 47″ nord, 10° 51′ 06″ est |        |
| Notre-Dame-de-l'Assomption                        | Volterra        | Pise          | Volterra                              | Basilique mineure                                                     | 43° 24′ 06″ nord, 10° 51′ 32″ est |        |
| Notre-Dame-de-l'Assomption-et-Saint-Jean-Baptiste | Pescia          | Pistoia       | Pescia                                |                                                                       | 43° 54′ 04″ nord, 10° 41′ 31″ est |        |
| Saint-Zénon                                       | Pistoia         | Pistoia       | Pistoia                               | Basilique mineure                                                     | 43° 56′ 00″ nord, 10° 55′ 04″ est |        |
| Saint-Étienne                                     | Prato           | Prato         | Prato                                 | Basilique mineure                                                     | 43° 52′ 55″ nord, 11° 05′ 52″ est |        |
| Notre-Dame-du-Mont-des-Oliviers                   | Asciano         | Sienne        | Santa Maria de Monte Oliveto Maggiore | Abbaye territoriale                                                   | 43° 10′ 33″ nord, 11° 32′ 39″ est |        |
| Notre-Dame-de-l'Assomption                        | Montepulciano   | Sienne        | Montepulciano-Chiusi-Pienza           |                                                                       | 43° 05′ 33″ nord, 11° 46′ 51″ est |        |
| Notre-Dame-de-l'Assomption                        | Sienne          | Sienne        | Sienne-Colle di Val d'Elsa-Montalcino | Patrimoine mondial (centre historique de Sienne)                      | 43° 19′ 04″ nord, 11° 19′ 45″ est |        |

### Cocathédrales
| Édifice                    | Commune             | Province      | Diocèse                               | Notes                                            | Coordonnées                       | Illus. |
| -------------------------- | ------------------- | ------------- | ------------------------------------- | ------------------------------------------------ | --------------------------------- | ------ |
| Notre-Dame-de-l'Assomption | Cortone             | Arezzo        | Arezzo-Cortone-Sansepolcro            |                                                  | 43° 16′ 35″ nord, 11° 59′ 03″ est |        |
| Saint-Jean-Baptiste        | Sansepolcro         | Arezzo        | Arezzo-Cortone-Sansepolcro            | Basilique mineure                                | 43° 34′ 15″ nord, 12° 08′ 29″ est |        |
| Notre-Dame-de-l'Assomption | Orbetello           | Grosseto      | Pitigliano-Sovana-Orbetello           |                                                  | 42° 26′ 19″ nord, 11° 12′ 38″ est |        |
| Saint-Pierre-Apôtre        | Sorano              | Grosseto      | Pitigliano-Sovana-Orbetello           | Village de Sovana                                | 42° 39′ 23″ nord, 11° 38′ 30″ est |        |
| Saint-Anthime              | Piombino            | Livourne      | Massa Marittima-Piombino              |                                                  | 42° 55′ 20″ nord, 10° 31′ 41″ est |        |
| Notre-Dame-de-l'Assomption | Pontremoli          | Massa-Carrara | Massa Carrare-Pontremoli              |                                                  | 44° 22′ 40″ nord, 9° 52′ 58″ est  |        |
| Saint-Sécondien            | Chiusi              | Sienne        | Montepulciano-Chiusi-Pienza           |                                                  | 43° 00′ 56″ nord, 11° 56′ 56″ est |        |
| Saints-Martial-et-Albert   | Colle di Val d'Elsa | Sienne        | Sienne-Colle di Val d'Elsa-Montalcino |                                                  | 43° 25′ 21″ nord, 11° 07′ 13″ est |        |
| Saint-Sauveur              | Montalcino          | Sienne        | Sienne-Colle di Val d'Elsa-Montalcino |                                                  | 43° 03′ 32″ nord, 11° 29′ 16″ est |        |
| Notre-Dame-de-l'Assomption | Pienza              | Sienne        | Montepulciano-Chiusi-Pienza           | Patrimoine mondial (centre historique de Pienza) | 43° 04′ 35″ nord, 11° 40′ 45″ est |        |

### Anciennes cathédrales
| Édifice          | Commune  | Province | Notes                                                                | Coordonnées                       | Illus. |
| ---------------- | -------- | -------- | -------------------------------------------------------------------- | --------------------------------- | ------ |
| Saint-Donat (it) | Arezzo   | Arezzo   | Ancienne cathédrale de la ville ; site archéologique                 | 43° 27′ 39″ nord, 11° 52′ 16″ est |        |
| Sainte-Réparate  | Florence | Florence | Ruines sous l'actuelle cathédrale Santa Maria del Fiore              | 43° 46′ 22″ nord, 11° 15′ 21″ est |        |
| Saint-Laurent    | Florence | Florence | Basilique mineure, patrimoine mondial (centre historique de Florence | 43° 46′ 30″ nord, 11° 15′ 14″ est |        |